# Shake That
Shake That er anden single fra Eminems første opsamlingsalbum, Curtain Call: The Hits. Det er en af tre nye sange fra albummet og den sidste der blev udgivet som single.
"Shake That" gik Guld i Sverige og platin i Danmark, ved salg fra digital download.

## Hitlister
| Hitliste (2006)                  | Højeste placering |
| -------------------------------- | ----------------- |
| Portugal                         | 25                |
| Rumænien                         | 37                |
| Sverige                          | 25                |
| U.S. Billboard Hot 100           | 6                 |
| U.S. Billboard Hot Rap Tracks    | 11                |
| U.S. Billboard Rhythmic Top 40   | 8                 |
| U.S. Billboard Top 40 Mainstream | 13                |
| U.S. Billboard Pop 100           | 6                 |